# Chantisch
Het Chantisch (ханты ясаӈ ‚ chanty jasaŋ‘), ook wel Ostjaaks, is de taal van de Chanten. Het wordt gesproken in de autonome districten Chanto-Mansië en Jamalië, evenals in de districten Aleksandrovski en Kargosokski in de Oblast Tomsk in Rusland. Volgens een studie van Salminen en Janhunen uit 1994 waren er 12.000 Chantisch-sprekende mensen in Rusland.
Het Chantisch heeft veel dialecten. De westerse groep omvat de dialecten Salechard, Ob en Irtysj. De oostelijke groep omvat de dialecten Soergoet en Vach-Vasjoegan, die op hun beurt weer zijn onderverdeeld in dertien andere dialecten. Al deze dialecten verschillen aanzienlijk van elkaar in fonetische, morfologische en lexicale kenmerken, zelfs zoveel dat de drie belangrijkste "dialecten" (noordelijk, zuidelijk en oostelijk) onderling onverstaanbaar zijn.
Op basis van deze aanzienlijke verschillen zouden Oost-, Noord- en Zuid-Chantisch dus als afzonderlijke maar nauw verwante talen kunnen worden beschouwd.

## Alfabet
Cyrillisch (versie vanaf 2000)
| А а       | Ӓ ӓ | Ӑ ӑ       | Б б | В в       | Г г       | Д д   | Е е |
| Ё ё       | Ә ә | Ӛ ӛ       | Ж ж | З з       | И и       | Й й   | К к |
| Қ қ (Ӄ ӄ) | Л л | Ԯ ԯ (Ԓ ԓ) | М м | Н н       | Ң ң (Ӈ ӈ) | Н’ н’ | О о |
| Ӧ ӧ (О̆ о̆) | Ө ө | Ӫ ӫ (Ө̆ ө̆) | П п | Р р       | С с       | Т т   | У у |
| Ӱ ӱ       | Ў ў | Ф ф       | Х х | Ҳ ҳ (Ӽ ӽ) | Ц ц       | Ч ч   | Ҷ ҷ |
| Ш ш       | Щ щ | Ъ ъ       | Ы ы | Ь ь       | Э э       | Є є   | Є̈ є̈ |
| Ю ю       | Ю̆ ю̆ | Я я       | Я̆ я̆ |           |           |       |     |

Cyrillisch (versie vanaf 1958)
| А а | Ӓ ӓ   | Б б | В в   | Г г | Д д | Е е | Ё ё |
| Ә ә | Ӛ ӛ   | Ж ж | З з   | И и | Й й | К к | Ӄ ӄ |
| Л л | Л’ л’ | М м | Н н   | Ӈ ӈ | О о | Ӧ ӧ | Ө ө |
| Ӫ ӫ | П п   | Р р | С с   | Т т | У у | Ӱ ӱ | Ф ф |
| Х х | Ц ц   | Ч ч | Ч 'ч' | Ш ш | Щ щ | Ъ ъ | Ы ы |
| Ь ь | Э э   | Ю ю | Я я   |     |     |     |     |

Latijns (1931-1937)
| A a | B в | D d | E e | Ә ә | F f | H h | Һ һ |
| I i | J j | K k | L l | Ļ ļ | Ł ł | M m | N n |
| Ņ ņ | Ŋ ŋ | O o | P p | R r | S s | Ş ş | Ꞩ ꞩ |
| T t | U u | V v | Z z | Ƶ ƶ | Ƅ ƅ |     |     |

## Geschreven taal

Het Chantisch wordt voornamelijk gesproken in Chanto-Mansië in West-Siberië.

De geschreven versie van het Chantisch werd gecreëerd na de Oktoberrevolutie, op basis van het Latijnse schrift in 1930 en vervolgens met het Cyrillische alfabet (met de extra letter Ң voor /ŋ/ vanaf 1937.
Chantische literaire werken worden meestal geschreven in drie noordelijke dialecten, Kazym, Sjoerysjkar en Midden-Ob. Krantenverslaggeving en -uitzending worden meestal gedaan in het Kazymische dialect.

## Varianten

Dialecten van het Chantisch (en het Wogoels):
Sachard
Ob
Zuidelijk
Soergoet
Ver oostelijk

Het Chantisch is onderverdeeld in drie hoofddialectgroepen, die voor een groot deel onderling onverstaanbaar zijn en daarom het beste beschouwd kunnen worden als drie talen: Noord, Zuid en Oost. Individuele dialecten zijn genoemd naar de rivieren rondom waar ze worden of werden gesproken. Zuid-Chantisch is waarschijnlijk uitgestorven.
- Oost-Chantisch
  - Ver-oostelijk (Vach, Vasjoegan, Verchne-Kalimsk, Vartovskoje)
  - Soergoet (Joegan, Mali Joegan, Pim, Likrisovskoje, Tremjoegan, Tromagan)
- overgang: Salym
- West-Chanty
  - Noord-Chantisch
    - Salechard
    - Berjozov (Synja, Moezji, Sjoerisjkar), Kazym, Sjerkal
    - overgang: Atlym, Nizjam

  - Zuid-Chantisch: Boven-Demjanka, Beneden-Demjanka, Konda, Tsingali, Krasnojarsk

## Grammatica

### Het zelfstandig naamwoord
De nominale achtervoegsels zijn onder andere dualis [-ŋən], meervoud [-(ə)t], datief [-a], locatief/instrumentalis [-nə] .
Bijvoorbeeld:
xot "huis" (vgl. Finse koti "thuis")
xotŋəna "naar de twee huizen"
xotətnə "bij de huizen" (vgl. Hongaars woord verder, Finse koto na "thuis", een uitzonderlijke vorm die de oude, locatieve betekenis gebruikt van de naamval eindigend op -na).
Enkelvoudige, tweevoudige en meervoudige bezittelijke achtervoegsels kunnen in drie personen worden toegevoegd aan enkelvoudige, tweevoudige en meervoudige zelfstandige naamwoorden wat ervoor zorgt dat er 33 = 27 vormen van zijn. Een paar van məs "koe" zijn:
məsem "mijn koe"
məsemən "mijn twee koeien"
məsew "mijn koeien"
məstatən "de twee van onze koeien"
məsŋətuw "onze twee koeien"

### Voornaamwoorden
De persoonlijke voornaamwoorden zijn, in het nominatieve geval:
|            | Enkelvoud | Tweevoud | Meervoud |
| 1e persoon | ma        | min      | muŋ      |
| 2e persoon | naŋ       | nən      | naŋ      |
| 3e persoon | tuw       | tən      | təw      |

De naamvallen van ma zijn als accusatief manət en als datief manəm .
Simpele vragende voornaamwoorden zijn:
xoy "wie?", muy "wat?"

### Cijfers
De cijfers in het Chantisch, vergeleken met Hongaars en Fins, zijn:
| #   | Chantisch               | Hongaars   | Fins          |
| 1   | yit, yiy                | egy        | yksi          |
| 2   | katn, kat               | kettő, két | kaksi         |
| 3   | xutəm                   | három      | kolme         |
| 4   | nyatə                   | négy       | neljä         |
| 5   | wet                     | öt         | viisi         |
| 6   | xut                     | hat        | kuusi         |
| 7   | tapət                   | hét        | seitsemän     |
| 8   | nəvət                   | nyolc      | kahdeksan     |
| 9   | yaryaŋ                  | kilenc     | yhdeksän      |
| 10  | yaŋ                     | tíz        | kymmenen      |
| 20  | xus                     | húsz       | kaksikymmentä |
| 30  | xutəmyaŋ (3 tientallen) | harminc    | kolmekymmentä |
| 40  | nyatəyaŋ (4 tientallen) | negyven    | neljäkymmentä |
| 100 | sot                     | száz       | sata          |

## Zinsbouw
Zowel het Chantisch als het Wogoels zijn in feite nominatief-accusatieve talen, maar hebben een innovatieve morfologische ergativiteit. In een ergatiefconstructie wordt het object dezelfde naamval gegeven als het onderwerp van een intransitief werkwoord, en de locatief wordt gebruikt als hulpmiddel voor het transitieve werkwoord (als instrumentalis). Dit kan worden gebruikt met een aantal specifieke werkwoorden, bijvoorbeeld "om te geven": de letterlijke vertaling naar het Nederlands zou zijn: "door mij (onderwerp) een vis (voorwerp) aan jou gegeven (indirect voorwerp)" als equivalent van de zin "Ik gaf een vis aan jou".

## Woordenschat
De woordenschat van het Chantisch en haar varianten is relatief goed gedocumenteerd. De meest uitgebreide vroege bron is Toivonen (1948), gebaseerd op veldopnamen van KF Karjalainen uit 1898–1901. Een etymologisch interdialectaal woordenboek, dat al het bekende materiaal uit bronnen van voor 1940 omvat, is Steinitz et al. (1966-1993).
Schiefer (1972) vat de etymologische bronnen van de Chantische woordenschat, volgens Steinitz et al., als volgt samen:
| Overgeërfd | 30% | Oeraals                        | 5%  |
| Overgeërfd | 30% | Finoegrisch                    | 9%  |
| Overgeërfd | 30% | Oegrisch                       | 3%  |
| Overgeërfd | 30% | Ob-Oegrisch                    | 13% |
| Geleend    | 28% | Komi                           | 7%  |
| Geleend    | 28% | Samojeeds (Selkoeps en Nenets) | 3%  |
| Geleend    | 28% | Tataars                        | 10% |
| Geleend    | 28% | Russisch                       | 8%  |
| onbekend   | 40% |                                |     |

Futaky (1975) heeft daarnaast een aantal leenwoorden voorgesteld uit de Toengoezische talen, voornamelijk uit het Evenks.